# Jaume Matas
Jaume Matas Palou (Palma de Mallorca, 5 de octubre de 1956) es un expolítico español. Fue presidente del Partido Popular de las Islas Baleares y presidente del Gobierno balear en dos ocasiones, entre 1996 y 1999 y desde 2003 hasta las elecciones autonómicas del 27 de mayo de 2007.

## Biografía
Estudió economía y empresariales (especialidad en Hacienda Pública) en la Universidad de Valencia. Tras ingresar en el cuerpo de inspectores de Hacienda y trabajar en negocios familiares, entra en política en 1989, cuando fue nombrado director general de presupuestos del Gobierno Balear. De esta manera se ganó la confianza del entonces presidente, Gabriel Cañellas (PP).
En 1989 fue nombrado director general de Presupuestos de la Consejería de Economía y Hacienda y solicitó la excedencia del cuerpo de funcionarios del gobierno balear. Se mantuvo en ese cargo hasta 1993. Fue nombrado consejero de Economía y Hacienda, cargo que ejerció hasta junio de 1996, cuando ocupó la presidencia de la comunidad autónoma.

### Gobierno Balear (1995-1999)
El PP ganó las elecciones de 1995, lo que permitió a Gabriel Cañellas formar gobierno, dimitiendo a los pocos días por presiones de su propio partido. Le sucedió en la presidencia Cristòfol Soler, que mantuvo a Matas como consejero de Economía. En 1996, debido a la forzada dimisión de Soler, Matas es nombrado presidente de las Islas Baleares por primera vez. En las elecciones de 1999, ganó las elecciones pero el PSOE, UM y PSM-Entesa formaron un Pacto de Progreso que nombró a Francesc Antich (PSOE) presidente de las Islas Baleares. En octubre de 1999 se hace con la presidencia del PP de Baleares.

### Gobierno de España (2000-2003)
De 2000 a 2003 fue ministro de Medio Ambiente en el segundo gobierno de José María Aznar, época en la que se redactó el Plan Hidrológico Nacional, aprobado con una amplia mayoría en el Congreso de los Diputados[cita requerida]. Como ministro de Medio Ambiente se procedió a la ratificación del Protocolo de Kioto, momento en el que España ocupaba la presidencia de la Unión Europea.

### Gobierno Balear (2003-2007)
En 2003 se volvió a presentar a las elecciones autonómicas al Parlamento Balear, obteniendo la mayoría absoluta y recuperando la presidencia del Gobierno Balear. Su mandato (2003-2007) coincidió con la recuperación de la economía balear, dañada por la coyuntura internacional (11-S, subida de los precios del petróleo, recesión de la economía alemana...). Se derogó la "ecotasa", se suprimió el Impuesto de Sucesiones y se impulsaron políticas de incentivación turísticas.
Asimismo se impulsaron autopistas y autovías en Mallorca e Ibiza provocando una importante polémica política y social sobre su oportunidad e impacto medioambiental. También impulsó la construcción de algunos nuevos hospitales, igualmente en medio de fuertes polémicas como su alto coste o el de la ubicación del Son Dureta II en un lugar de especial valor paisajístico y patrimonial en Son Espases. Durante su presidencia se reformó, por consenso de la práctica totalidad de las fuerzas políticas de Baleares, el Estatuto de Autonomía que amplía la capacidad de autogobierno con la incorporación de nuevas competencias.

### Retirada de la política
En las elecciones del 27 de mayo de 2007 obtuvo la mayoría de diputados pero no consiguió formar gobierno. El 21 de junio de 2007 dejó la política. Todos los demás partidos (PSOE, UM y Bloc) otorgaron de nuevo la presidencia a Francesc Antich (PSOE). En septiembre se incorporó al Grupo Barceló, ejerciendo de comercial internacional de la multinacional en los Estados Unidos, cargo que abandonó a finales de enero de 2009.
Rosa Estaràs, candidata del PP al Consejo Insular de Mallorca asumió la dirección del partido hasta el Congreso Regional en 2008 y sustituyó a Matas como jefa de la oposición en el Parlamento Balear. El 7 de septiembre de 2007, Jaume Matas abandonó el cargo de presidente del Partido Popular de Baleares, siendo elegida en su lugar Rosa Estarás.

## Procesos judiciales contra actos y personas de su gobierno en Baleares
La Fiscalía Anticorrupción abrió un procedimiento contra el gobierno presidido por Jaume Matas en agosto de 2008 por malversación, cohecho y prevaricación, siendo detenidas cinco personas a raíz de una denuncia presentada por el gobierno balear de Francesc Antich tras una auditoría contable.
En septiembre de 2008 fueron detenidas otras doce personas, en el marco de la Operación Scala, relacionadas con el gobierno balear en la etapa de Matas, entre ellos el ex director general de Promoción Industrial, Kurt Joseph Viaene, además de empresarios del ámbito de la publicidad, por malversación de caudales públicos, con diversos registros en Palma de Mallorca, Binisalem y Calviá. El jefe de esta trama, Josep Joan Cardona, ocupó el cargo de Consejero de Comercio e Industria de Baleares en 2003-2007, y fue condenado a dieciséis años de cárcel por el saqueo de ocho millones de euros, ingresando en la cárcel el 30 de julio de 2013.
En el jardín de la vivienda de la exgerente del Consorcio para el Desarrollo Económico de las Islas Baleares, Antònia Ordinas, se encontraron enterrados 240.000 euros que la policía atribuyó a ingresos por sobornos.
La acumulación de procesos llevó al Partido Popular en Baleares a solicitar explicaciones a Jaume Matas a través de su comité de ética.

### Procesamiento
En marzo de 2010 compareció como imputado por diferentes delitos. Le fueron impuestas importantes medidas cautelares sobre la base de las pruebas —especialmente diferentes grabaciones— y la declaración del propio imputado.
El 30 de marzo de 2010 el juez le impuso prisión eludible bajo fianza de tres millones de euros, la mayor fianza impuesta a un político en Baleares.
Matas se enfrenta a una imputación por doce delitos relacionados con la corrupción (siete delitos de malversación de caudales públicos, un delito de falsedad en documento oficial, otro de prevaricación administrativa, uno de fraude a la Administración, uno de blanqueo de capitales y un delito electoral) a raíz de su gestión durante la pasada legislatura, especialmente respecto a supuestos desvíos de fondos en la construcción del velódromo Palma Arena, que costó más del doble de lo presupuestado, y al incremento patrimonial que registró en ese periodo. Finalmente, a fecha de 20 de marzo de 2012 la audiencia provincial de Palma le condenó a 6 años y dos meses de prisión. Según la sentencia, Matas fue condenado por beneficiar con dinero público al periodista que le escribía los discursos, Antonio de Padua Alemany Dezcallar. La sentencia no es firme, al haber interpuesto sus abogados recurso de casación ante el Tribunal Supremo contra la misma, y no ha llegado aún a ejecutarse, al considerar el Ministerio Fiscal que durante la tramitación del recurso, el reo debía permanecer en libertad, al no apreciar riesgo de fuga. En julio de 2013, el tribunal supremo rebajó la pena de 6 años a 9 meses.
Se le procesó por doce delitos cometidos durante su etapa en el gobierno balear (prevaricación, cohecho, malversación de caudales, apropiación indebida, falsedad documental, tráfico de influencias, blanqueo de capitales, delito fiscal y delito electoral), especialmente en el contexto del caso Palma Arena y fue condenado a seis años de cárcel por la primera causa del caso Palma Arena, mediante sentencia de la sección Primera de la Audiencia Provincial de Palma de Mallorca dictada en el mes de marzo de 2012. Inicialmente evitó la prisión al interponer recurso de casación y considerar el Ministerio Fiscal que entre tanto no apreciaba riesgo de fuga, y en julio de 2013 el Tribunal Supremo le redujo la condena a nueve meses, al estimar parte del recurso presentado por su defensa, y fue absuelto de los delitos de fraude, falsedad y prevaricación, por los que había sido condenado en marzo del 2012. Sin embargo, ingresó en la prisión provincial de Segovia el 28 de julio de 2014, días después de que el Gobierno de España rechazase concederle el indulto. Le fue concedido el tercer grado el 31 de octubre de 2014. Fue nuevamente condenado dentro del caso Nóos el 17 de febrero de 2017 a tres años y ocho meses de cárcel y siete de inhabilitación por prevaricación y fraude.